# Caloptilia aeneocapitella
Caloptilia aeneocapitella är en fjärilsart som först beskrevs av Walsingham 1891.  Caloptilia aeneocapitella ingår i släktet Caloptilia och familjen styltmalar.
Artens utbredningsområde är Puerto Rico. Inga underarter finns listade i Catalogue of Life.